# Антанас Венцлова
Анта́нас Ве́нцлова (лит. Antanas Venclova; *7 січня 1906, Трямпіняй, нині Калварійського самоврядування Маріямпольської округи Литви — 28 червня 1971, Вільнюс) — литовський письменник, перекладач і громадський діяч, батько письменника й дисидента Томаса Венцлови. Депутат Верховної Ради СРСР 1—5-го скликань.

## Життєпис
Народився на півдні Литви в родині селянина Томаса. Літературну працю розпочав 1925 року. 1932 року закінчив історико-філологічний факультет Каунаського університету. Працював учителем у середніх школах. Ще замолоду відзначався антибуржуазними настроями, симпатизував більшовикам (особливо після поїздки до Радянського Союзу 1936 року). Брав участь у антифашистському літературному об'єднанні «Trečias frontas» («Третій фронт»), 1930—1931 редагував однойменний журнал. Був також редактором часопису «Prošvaistė» («Проблиск»).
Після анексії Литви Радянським Союзом (1940) обраний депутатом Народного Сейму, їздив до Москви з проханням приєднати Литву до СРСР (незважаючи на такі свої симпатії, до ВКП(б) вступив лише 1950 року). Нарком (згодом міністр) освіти Литовської РСР (1940—1943). У 1940—1962 роках депутат Верховної Ради СРСР (переобирався у 1946, 1950, 1954 та 1958 роках). Під час Другої світової війни мешкав у Москві, працював у Литовському з'єднанні Червоної Армії. 1949 року обраний членом-кореспондентом Академії наук Литовської РСР. Від того ж таки року член Радянського комітету захисту миру. Член Центрального комітету Комуністичної партії Литви (1952—1964). Голова правління Спілки письменників Литви (1954—1959). Депутат Верховної Ради Литовської РСР (1955—1959, 1963—1971).
В сучасному литовському літературному житті постать Антанаса Венцлови як речника радянського гегемонізму значно менш відома й популярна, ніж це було в п'ятдесяті — сімдесяті роки, коли він був офіційно визнаний як один з найкращих литовських поетів. Прізвище «Венцлова» в сучасних шанувальників литовської літератури радше асоціюється з його сином Томасом Венцловою, визначним поетом і дисидентом.

## Творчість
Для ранньої поезії Венцлови характерні емоційні юнацькі пориви та антибуржуазна налаштованість, мотиви соціальних контрастів у капіталістичному місті. Роман «Дружба» (1936) присвячений литовській інтелігенції, збірка оповідань «Ніч» (1939) — селянському життю (критики відзначають, що в цих оповіданнях глибокий психологізм поєднується з поетичним алегоризмом). Вірші (збірки поезій «Клич Батьківщини», 1943; «Там, де яблуня висока», 1945) та оповідання (збірка «Дорога в Литву», 1942) воєнного періоду сповнені патріотичних почуттів, туги за рідною землею.

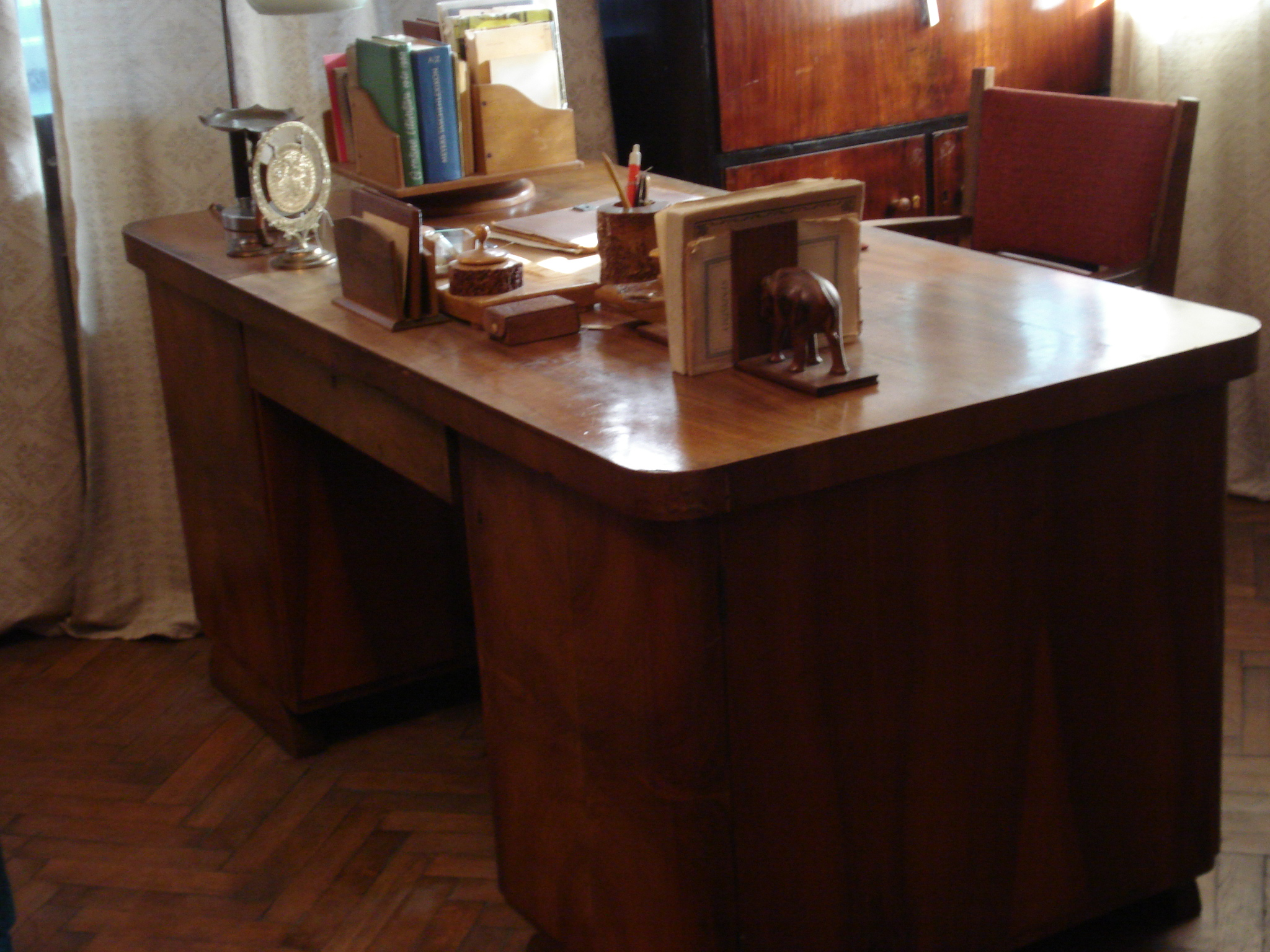
Робочий стіл Антанаса Венцлови в літературно-меморіальному музеї родини Венцлова.

Післявоєнна творчість Венцлови просякнута радянською ідеологією (поетичні збірки «Вибране», 1950 — за яку він отримав Сталінську премію; «Боротися, горіти, дерзати», 1953; «Земля добра», 1963; «Ти знаєш край», 1964; роман «День народження», 1959, про події в Литві 1940 року; численні збірки в російському перекладі). В пізніших поезіях підсилилися рефлективні настрої, роздуми про долю свого покоління («Вечірня зірка», 1971).
Венцлові належить трилогія белетризованих споминів «Весіння річка» (1964), «У пошуках молодості» (1966), «Буря опівдні» (1969), а також книжки подорожніх нарисів «Подорож по Китаю» (1955) та «Срібло півночі» (1962), публіцистичні та літературно-критичні статті тощо.
Крім українських поетів перекладав з російської (Олександр Пушкін, Максим Горький).

## Зв'язки з українською літературою
Першими творами Тараса Шевченка, з якими Венцлова познайомився ще з дитинства, були поезії, вміщені у «Віночку віршів Тараса Шевченка» (1912) в перекладах Л. Гіри.
Венцлові належать переклади творів Тараса Шевченка:
- поеми
  - «Кавказ»
  - «Сон»
  - «Катерина»
- поезії
  - «Заповіт»
  - «Лічу в неволі дні і ночі»
  - «О люди! люди небораки!»

Ці переклади згодом увійшли до литовських видань творів Тараса Шевченка «Поезії» (Вільнюс, 1951), «Вірші» (Вільнюс, 1955), «Кобзар» (Вільнюс, 1961).
Автор статей про Шевченка: «Безсмертя поета», «Тарас Шевченко у Вільнюсі» (1953) і «Тарас Шевченко» (1964).
Перекладав також вірші Павла Тичини.
Українською мовою твори Венцлови переклали П. Тичина, В. Петровський, З. Біленко, В. Давиденко.

## Почесні звання та нагороди
1952 року відзначений Сталінською премією за поетичну збірку «Вибране». 1954 року дістав звання заслуженого діяча мистецтв Литовської РСР. За роман «День народження» отримав Державну премію Литовської РСР (1960).
Народний письменник Литовської РСР (з 1965).
Був нагороджений орденами Леніна, Трудового Червоного Прапора, Вітчизняної війни другого ступіню, медаллю «За відвагу».